# Sericania matusitai
Sericania matusitai är en skalbaggsart som beskrevs av K. Sawada 1955. Sericania matusitai ingår i släktet Sericania och familjen Melolonthidae. Inga underarter finns listade i Catalogue of Life.